# Grandcourt (Seine-Maritime)
Grandcourt ist eine französische Gemeinde mit 295 Einwohnern (Stand: 1. Januar 2022) im Département Seine-Maritime in der Region Normandie; sie gehört zum Arrondissement Dieppe und ist Teil des Kantons Neufchâtel-en-Bray. 

## Geographie
Grandcourt liegt etwa 40 Kilometer östlich von Dieppe in der Landschaft Pays de Bray am Yères. Umgeben wird Grandcourt von den Nachbargemeinden Villy-sur-Yères im Norden, Melleville im Norden und Nordosten, Guerville im Nordosten, Dancourt im Osten, Preuseville und Puisenval im Süden sowie Fresnoy-Folny im Westen und Südwesten.

## Bevölkerungsentwicklung
| Jahr                      | 1962 | 1968 | 1975 | 1982 | 1990 | 1999 | 2006 | 2013 |
| Einwohner                 | 602  | 528  | 488  | 419  | 337  | 331  | 345  | 368  |
| Quelle: Cassini und INSEE |      |      |      |      |      |      |      |      |

## Sehenswürdigkeiten

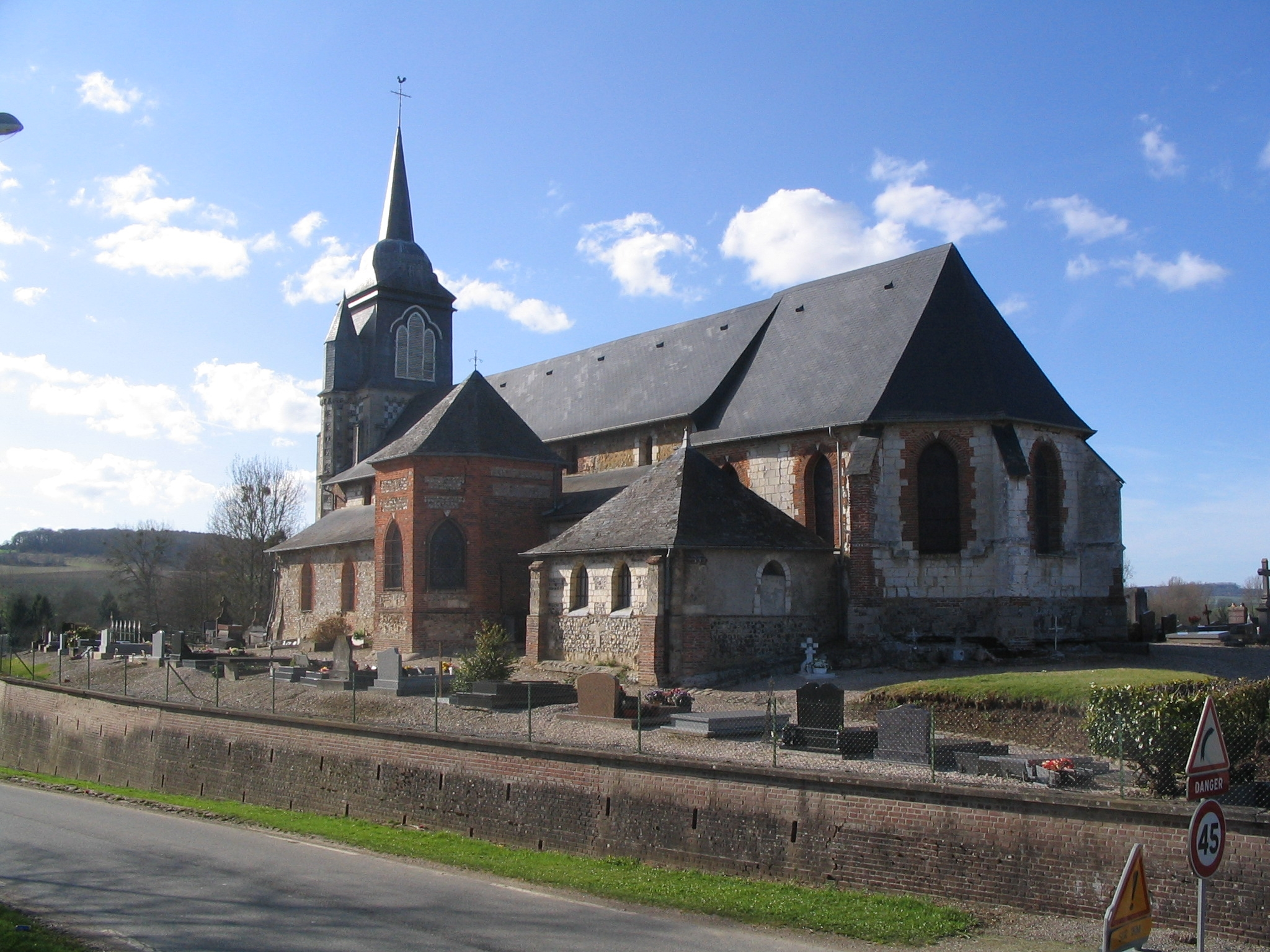
Kirche Saint-Martin

- Kirche Saint-Martin
- Britischer Militärfriedhof